# Жолодьки
Жолодьки (Жолоцькі, пол. Żołoćki) — село в Польщі, у гміні Ботьки Більського повіту Підляського воєводства. Населення — 44 особи (2011).

## Історія
Вперше згадується 1517 року.
У 1975—1998 роках село належало до Білостоцького воєводства.

## Демографія
Демографічна структура станом на 31 березня 2011 року:
|          | Загалом | Допрацездатний вік | Працездатний вік | Постпрацездатний вік |
| -------- | ------- | ------------------ | ---------------- | -------------------- |
| Чоловіки | 28      | 6                  | 16               | 6                    |
| Жінки    | 16      | 0                  | 8                | 8                    |
| Разом    | 44      | 6                  | 24               | 14                   |